# Wólka Batorska-Kolonia
Wólka Batorska-Kolonia – kolonia w Polsce położona w województwie lubelskim, w powiecie janowskim, w gminie Batorz.
W latach 1975–1998 miejscowość należała administracyjnie do województwa tarnobrzeskiego.